# مازلی مین
مازلی مین (انگلیسی: Mosley Mayne؛ ۲۴ آوریل ۱۸۸۹ – ۱۷ دسامبر ۱۹۵۵) فرد نظامی اهل بریتانیا بود. وی همچنین برندهٔ جوایزی همچون نشان حمام و نشان امپراتوری بریتانیا شده‌است.